# Battle Creek (série de televisão)
Battle Creek é uma série de televisão dos Estados Unidos desenvolvida por David Shore e Vince Gilligan sendo exibida pela CBS .
O programa é estrelado por Josh Duhamel como Agente Especial Milton 'Milt' Chamberlain, um oficial de operações do FBI que passou a ter como companheiro de trabalho o o Detetive  Russell 'Russ' Agnew, interpretado por Dean Winters, que com diferentes pontos de vista a respeito do mundo precisam trabalhar juntos. Usando cinismo, astúcia e muitas artimanhas, eles limpam as ruas de Battle Creek em Michigan, apesar da total falta de recursos do departamento policial.
A série foi transmitida nos Estados Unidos pelo canal CBS, sendo produzida pela Sony. Battle Creek estreou no dia 1 de março  de 2015. Em Portugal, a  série estreou no dia 17 de Março de 2015 no canal TVSéries. No Brasil a série estreou em 12 de junho de 2017 na TV aberta pela Rede Globo

## Visão geral
Battle Creek segue a historia de dois detetives que com diferentes pontos de vista a respeito do mundo precisam trabalhar juntos. Usando cinismo, astúcia e muitas artimanhas, eles limpam as ruas de Battle Creek em Michigan, apesar da total falta de recursos do departamento policial.

## Elenco

### Principal
- Josh Duhamel como Agente Especial Milton 'Milt' Chamberlain
- Dean Winters como Detetive Russell 'Russ' Agnew
- Aubrey Dollar como Office Manager Holly Dale
- Edward "Grapevine" Fordham Jr. como Detetive Aaron 'Funk' Funkhauser
- Kal Penn como Detetive Fontanelle 'Font' White
- Janet McTeer como  Commandante Kim 'Guz' Guziewicz

### Secundário
| Ator                | Personagem                | Temporada(s) |
| ------------------- | ------------------------- | ------------ |
| Liza Lapira         | Detetive Erin 'E' Jacocks | 3 e 5        |
| Damon Herriman      | Detetive Niblet           | 3            |
| Meredith Eaton      | Meredith Oberling         |              |
| Patton Oswalt       | Scooter Hardy             | 4 e 5        |
| Peter Jacobson      | Darrel Hardy              | 4            |
| Candice Bergen      | Constance Agnew           | 4            |
| Robert Sean Leonard | Brock                     | 4            |
| Dan Bakkedahl       | Barclay Spades            |              |
| Joey Haro           | Roger                     |              |

## Produção

### Desenvolvimento
Em setembro de 2013, a Sony Pictures Television anunciou que chegou a  um acordo com a CBS para produzir uma nova série de televisão criada por Vince Gilligan intitulada Battle Creek com base em um roteiro escrito por Gilligan dez anos antes. Apesar do nome,a série não foi filmada em Battle Creek, Michigan. No entanto, a maioria das cenas dos créditos de abertura foram filmadas em Battle Creek. Os atores principais visitaram Battle Creek, Michigan, no verão de 2014 para ter uma ideia da localização, das pessoas e especialmente do departamento de polícia.A CBS ordenou treze episódios, todos os quais garantiu o ar..Em 8 de maio de 2015, a rede anunciou que o Battle Creek não seria renovado para a segunda temporada

### Filmagens
A série apesar de se passar em Battle Creek, Michigan, não foi filmada e seus arredores. A locação foi escolhida apesar de ter sido gravado as cenas de abertura os atores passaram o verão de 2014 para conhecer a cidade e também o departamento de polícia.

## Recepção

### Crítica
O episódio piloto foi aclamado pela crítica, conseguindo uma nota agregada de 91/100 no Metacritic, baseado em 28 resenhas. Hank Steuver, do The Washington Post, deu ao piloto uma nota "A–", dizendo "O que faz Homeland se sobressair a outros dramas pós 11 de setembro é a estelar interpretação de Danes—facilmente a personagem feminina mais forte dessa temporada" e que "A segunda metade do primeiro episódio é emocionante". Escrevendo para o The Boston Globe, Matthew Gilbert disse que Homeland era sua série dramática nova favorita, dando-lhe uma nota "A". Ken Tucker da Entertainment Weekly deu a série um "A–", afirmando "É o quebra-cabeça mais intrigante e tenso da temporada de outono". A IGN deu a série uma resenha positiva, dizendo que ela era um "suspense campeão" que também conseguiu dizer algo significativo sobre a Guerra ao Terror.